# Eibofolke
Eibofolke är en stundom brukad beteckning för den svensktalande befolkningen i Baltikum och i Gammalsvenskby i Ukraina.
Namnet användes i skrift först 1855 av Carl Russwurm i arbetet "Eibofolke oder die Schweden an den kusten Ehstlands und auf Runö" och återger (med delvis tysk skrivning) det estsvenska dialektordet ajbofålke eller äjbofålke, motsvarande högsvenska "öbofolket". Estlandssvenskarna själva avsåg emellertid med detta ord endast invånarna på de båda Rågöarna (ajana, "öarna").